# Ludwig von Stillfried und Rattonitz
Ludwig Joseph Anton Wilhelm Graf von Stillfried und Rattonitz (* 6. Juni 1790 in Glatz; † 16. Oktober 1865 in Potsdam) war ein preußischer Generalmajor.

## Leben

### Herkunft
Ludwig war der erste Sohn des Grafen Johann Joseph II. von Stillfried und Rattonitz (1759–1805) und dessen Ehefrau Elisabeth, geborene Gräfin von Goetzen (1765–1802), einer Tochter des Gouverneurs der Grafschaft Glatz Friedrich Wilhelm von Götzen.

### Militärkarriere
Stillfried-Rattonitz besuchte das Berliner Kadettenhaus und wurde nach dem Frieden von Tilsit am 18. August 1809 als Portepeefähnrich im 2. Schlesischen Infanterie-Regiment der Preußischen Armee angestellt. Dort avancierte er im September 1811 zum Sekondeleutnant  und nahm im Jahr darauf während des Feldzuges gegen Russland an den Kämpfen bei Eckau, Schlockhof, Garossenkrug und Mesothen teil.
Während der Befreiungskriege kämpfte Stillfried-Rattonitz in den Gefechten bei Dannigkow, Colditz, Waldau, Nollendorf, Issy, Soissons und Königswartha. In der Schlacht bei Großgörschen erwarb er den Orden des Heiligen Wladimir IV. Klasse. Ferner war er bei Bautzen, Dresden, Kulm und Leipzig. Für Paris wurde er mit dem Eisernen Kreuz II. Klasse ausgezeichnet. Im Feldzug von 1815 kämpfte er in der Schlacht bei Ligny und Waterloo. Am 13. Juli 1815 wurde Stillfried-Rattonitz in das Hauptquartier des Generalfeldmarschalls Blücher versetzt, kam Anfang Oktober 1815 als Premierleutnant in den Generalstab versetzt und von dort am 1. November 1815 in das Generalkommando in Sachsen.
Am 9. November 1817 wurde er Kapitän im Generalstab der 14. Division, war ab März 1820 für drei Jahre bei der 5. Division und anschließend bei der 12. Division. Stillfried-Rattonitz wurde am 2. Juli 1825 zur Dienstleistung in das 23. Infanterie-Regiment abkommandiert und erhielt am 13. Juni 1825 den Charakter als Major. Mitte Dezember 1825 folgte seine Kommandierung in das 38. Infanterie-Regiment. Dort erhielt Stillfried-Rattonitz am 13. Juni 1828 das Patent zu seinem Dienstgrad und wurde am 6. Februar 1830 zum Bataillonskommandeur ernannt. Am 1. Juli 1831 wurde er mit dem Dienstkreuz sowie am 18. Januar 1838 mit dem Roten Adlerorden IV. Klasse ausgezeichnet. Ein Jahr nach seiner Beförderung zum Oberstleutnant beauftragte man ihn am 30. März 1840 mit der Führung des Regiments. In dieser Eigenschaft wurde Stillfried-Rattonitz am 10. September 1840 Oberst und zum Regimentskommandeur ernannt. Unter Verleihung des Charakters als Generalmajor stellte man ihn am 13. März 1847 mit Pension und der Aussicht auf eine Kommandantenstelle zur Disposition. Am 6. Mai 1847 bekam er eine Zulage von 500 Talern zu seiner Pension. Er starb am 16. Oktober 1865 in Potsdam.

### Familie
Stillfried-Rattonitz heiratete am 30. Dezember 1829 in Lipten Luise Freiin von Thermo (1806–1892), Tochter des Landrats des Kreises Calau Gustav von Thermo (1762–1835). Das Paar hatte sechs Kinder:
- Elisabeth Eleonore (1830–1866) ⚭ Oskar von Elbe-Carnitz (1830–1897)[2], Mitglied des preußischen Abgeordnetenhauses
- Ludwig Gustav Joseph (* 1833), preußischer Hauptmann ⚭ Olga Marie Luise von Grotthus (* 1842), aus dem Haus Wainoden
- Heinrich Georg (1834–1870), preußischer Hauptmann, gefallen bei Gravelotte ⚭ Marie von Reichenbach-Goschütz (1843–1915), Tochter des preußischen Hauptmanns Leopold von Reichenbach-Goschütz (1808–1890)
- Luise Maria Anna (* 1837) ⚭ 1884 Henry Wilson Tweed (1824–1892), Reverend in Bridstow, England
- Georg Ludwig Gustav (* 1839), preußischer Hauptmann a. D.
- Maria Anna (1846–1907), Hofdame der Fürstin Maria von Wied ⚭ 1886 Bernhard von Jagow (1840–1916), Mitglied des preußischen Herrenhauses